# Рубидо, Сидония
Графиня Сидония Рубидо Эрдёди (хорв. Sidonija Erdődy Rubido 7 февраля 1819 — 17 февраля 1884) — хорватская оперная певица (сопрано). Участница Иллирийского движения.

## Биография
Сидония родилась 7 февраля 1819 года в имении Развор в Загребе. Она была дочерью графа Драгутина Эрдёди и его жены, француженки Генриетты Гарбуваль и Шамар. На следующий день новорождённую окрестил в загребском храме Святого Марка приходской священник Петар Хорватич. Крёстными родителями стали Александр Эрдёди и Амалия Гарбуваль и Шамар.

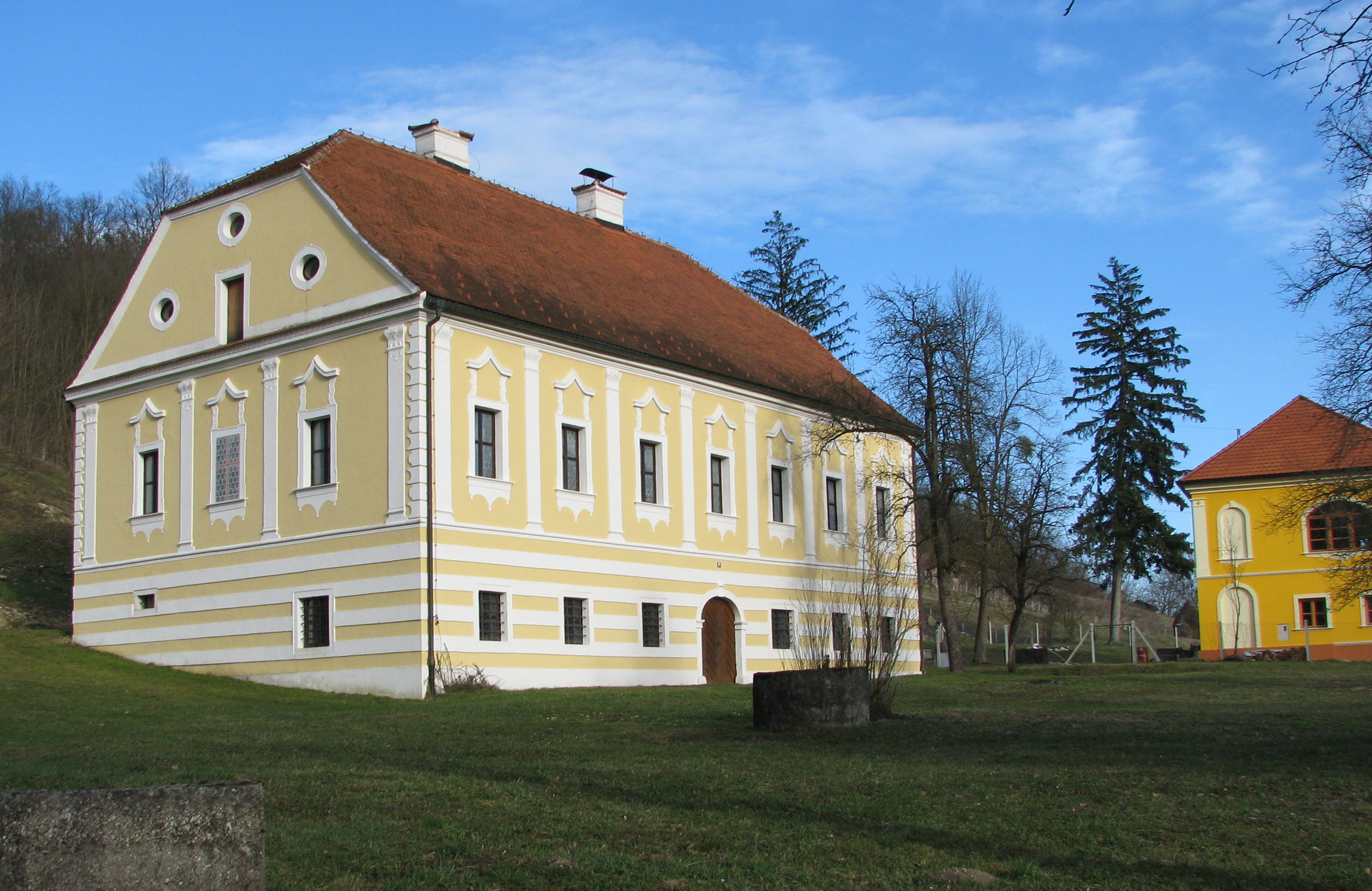
Имение семьи Эрдёди в Разворе

У девочки было два брата Степан и Юрий и сестра Александрина. Семья жила в верхней части города. Они также имели недвижимость в Вараждине. Детство Сидония провела в Розворе вблизи Кумровца. Знала немецкий, французский и латинский языки. Училась в начальной школе села Горня-Риека. Первые уроки музыки получила от чешских супругов Карлицких: певицы немецкого театра в Загребе и альтистки Наннет Карлицкой и Фердинанда Карлицкого — первой скрипки загребской оперы. После прибытия в город берлинской придворной оперной дивы Еннес в 1834 году, родители Сидонии поинтересовались её мнением о голосе дочери. Той настолько понравилось пение девочки, что она решила задержаться в имении Эрдёди, чтобы научить юную певицу азам искусства.
В раннем возрасте Сидония присоединилась к иллирийскому движению. Из всей семьи лишь она и брат Степан поддерживали иллирийцев. Другие члены семейства были промадьярски ориентированными. В 1833 году Людевит Гай обратился к её отцу с просьбой разрешить дочери выступить на концерте музыкального общества филармонии. Драгутин дал разрешение, и Сидония спела на выступлении патриотическую песню «Još Hrvatska ni propala», написанную Гаем. К тому времени на официальных мероприятиях хорватский язык не использовалась. Девушка имела большой успех и стала музыкальной звездой хорватского национального возрождения.
Она продолжила выступать с благотворительными целями. Так, в 1838 году на Народном большом концерте иллирийцев исполняла арию из «Нормы» Винченцо Беллини.
В 1839—1841 годах проживала с матерью в Вене. Отказалась от предложенного места певицы в Венской придворной опере. Потом вернулась в Загреб, где продолжала периодически выступать.
В 1843 году вышла замуж за своего поклонника Антоном Рубидо, который служил советником. Семья Рубидо происходила из Кастилии, хорватская ветвь отделилась в первой половине XIX века. Свадьба состоялась в церкви Марии-Бистрицы. У супругов родилось двое сыновей. Брак оказался счастливым. Жило семейство в своем имении в Загребе.
В середине 1840-х годов Сидония Рубидо часто выступала с отдельными ариями из будущей оперы «Любовь и злоба» на многочисленных концертах, которые проводились иллирийцами. 28 марта 1846 года исполняла партию Любицы на премьере оперы «Любовь и злоба», которая была первой поставленной на сцене хорватском оперой. После этого пела её ещё семь или восемь раз в том же году. Все отмечали высоту и силу её голоса. Успех был огромным, она стала первой примадонной хорватской оперы.
Сидония Рубидо и в дальнейшем финансово поддерживала иллирийское движение и едва не влезла в долги.
Впоследствии прекратила общественную деятельность в связи с давлением из Вены. Вместе с сестрой Александриной финансировала заведение для беспризорных детей.
В 1861—1865 годах была патронессой музыкального Хорватского института.
После смерти мужа в 1863 году переехала в замок в Горной-Риеки, который приобрела в 1858 году. Жила там с сыном Радославом, ведя хозяйство и помогая крестьянам из ближайших поселков. Поддерживала сельские школы, жертвовала деньги на восстановление приходской церкви и замковой часовни, регулярно посещала мессу.
Умерла 17 февраля 1884 года. Похоронили её через четыре дня в семейном склепе рядом с приходской церковью Горной-Риеки. Надгробие сохранилось до сих пор.
Её сын, в отличие от матери, был сторонником Куэна-Хедервари — политика, который проводил жёсткую мадьяризацию славянских стран в составе империи. В 1898 году Радослав продал замок Сигизмунду Мицевскому.
В наше время муниципалитет Горной-Риеки ежегодно проводит «День Сидонии».